# 로샹보 백작 장바티스트 도나티앵 드 비뫼르

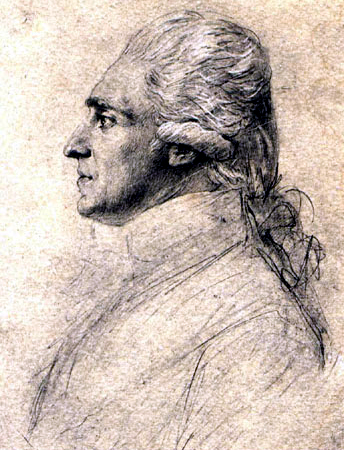
로샹보 백작 장바티스트 도나티앵 드 비뫼르

로샹보 백작 장바티스트 도나티앵 드 비뫼르(Jean-Baptiste Donatien de Vimeur, comte de Rochambeau 1725년 7월 1일~1807년 5월 10일)는 프랑스 귀족, 프랑스 원수이자 군인이며 미국 독립 전쟁에 참여해 독립군을 지원한 프랑스 원정군의 최고사령관(Commander-in-chief)이었다. 프랑스 혁명 기간 그는 북부군(Armée du Nord)을 지휘했으나 공포 정치(Reign of Terror) 시기 체포되었다가 간신히 기요틴에서 벗어날 수 있었다.

## 어린 시절
로샹보는 프랑스의 루아르에셰르주 방돔에서 태어났다. 로샹보는 블루아의 예수회 대학에서 공부했다. 로샹보의 형이 죽자, 기병연대에 들어갔고, 오스트리아 왕위 계승 전쟁 중에 보헤미아, 바이에른 및 라인 지방에 종군했다. 1747년 로샹보는 대령이 되었다.
로샹보는 1748년 마스트리흐트 공방전(Siege of Maastricht)에 참가했고, 1749년 방돔의 지사(governor)가 되었다. 로샹보는 7년 전쟁의 발발이 된 1756년 메노르카섬 해전에서 두각을 나타내어 보병의 준장으로 승진했다. 1758년 로샹보는 독일과 전투를 벌였고, 크레펠트와 클로스터 캄펜에서 몇 군데 상처를 입었다.

## 미국 독립전쟁

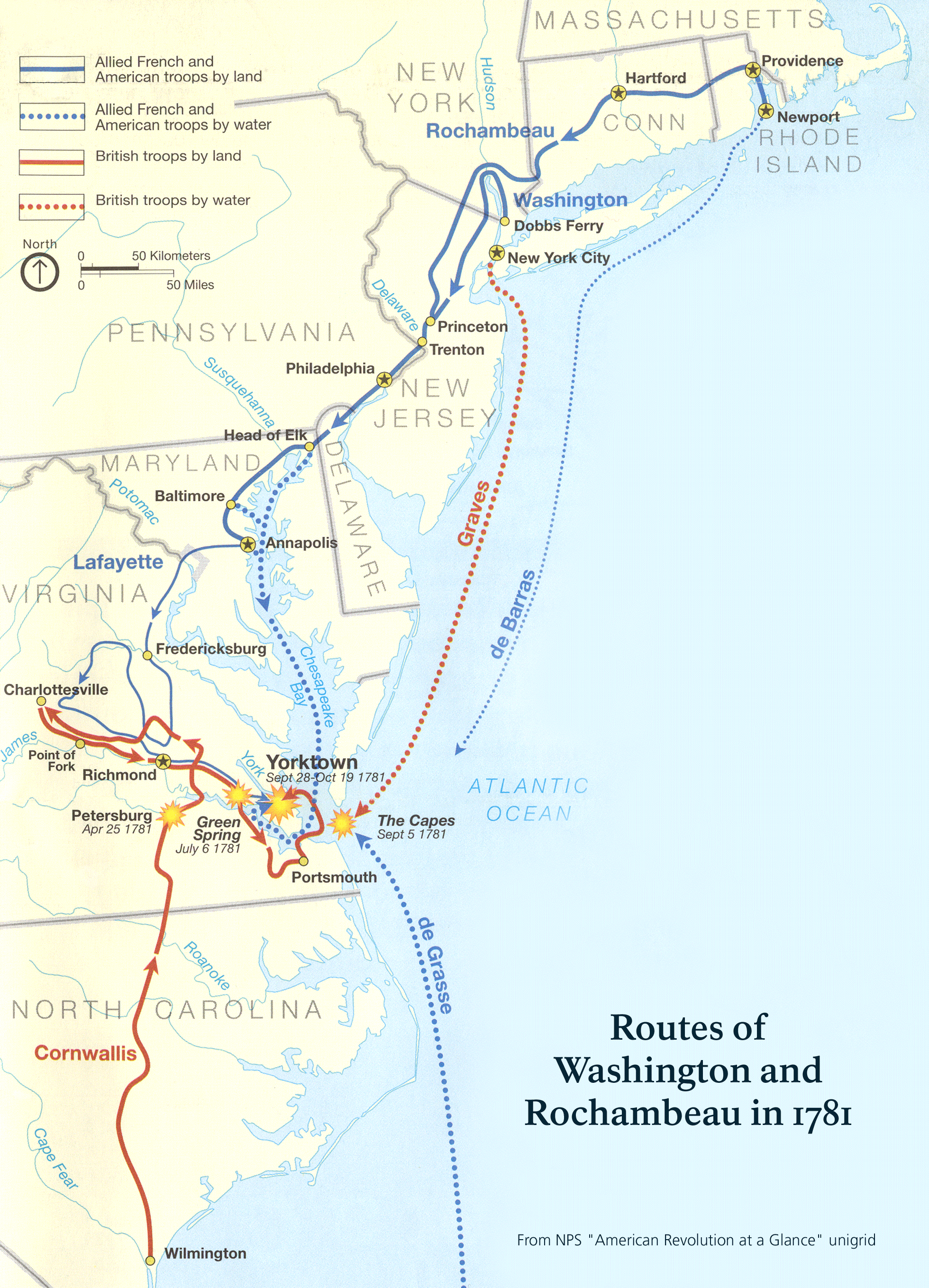
W3R 루트의 NPS 지도

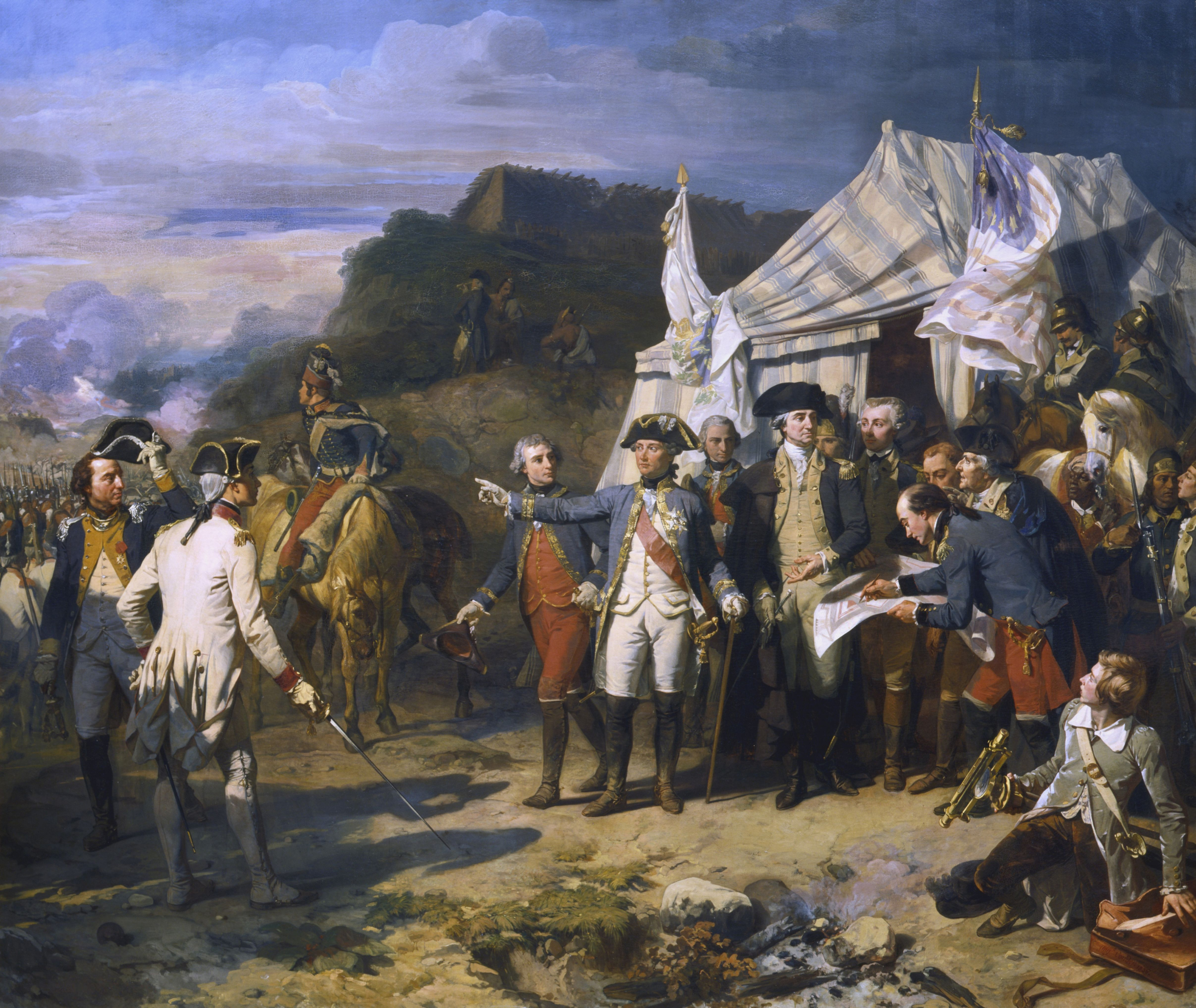
요크타운전투 오귀스트 쿠데 작. 전투 전 마지막으로 작전을 상의하는 로샹보와 워싱턴.

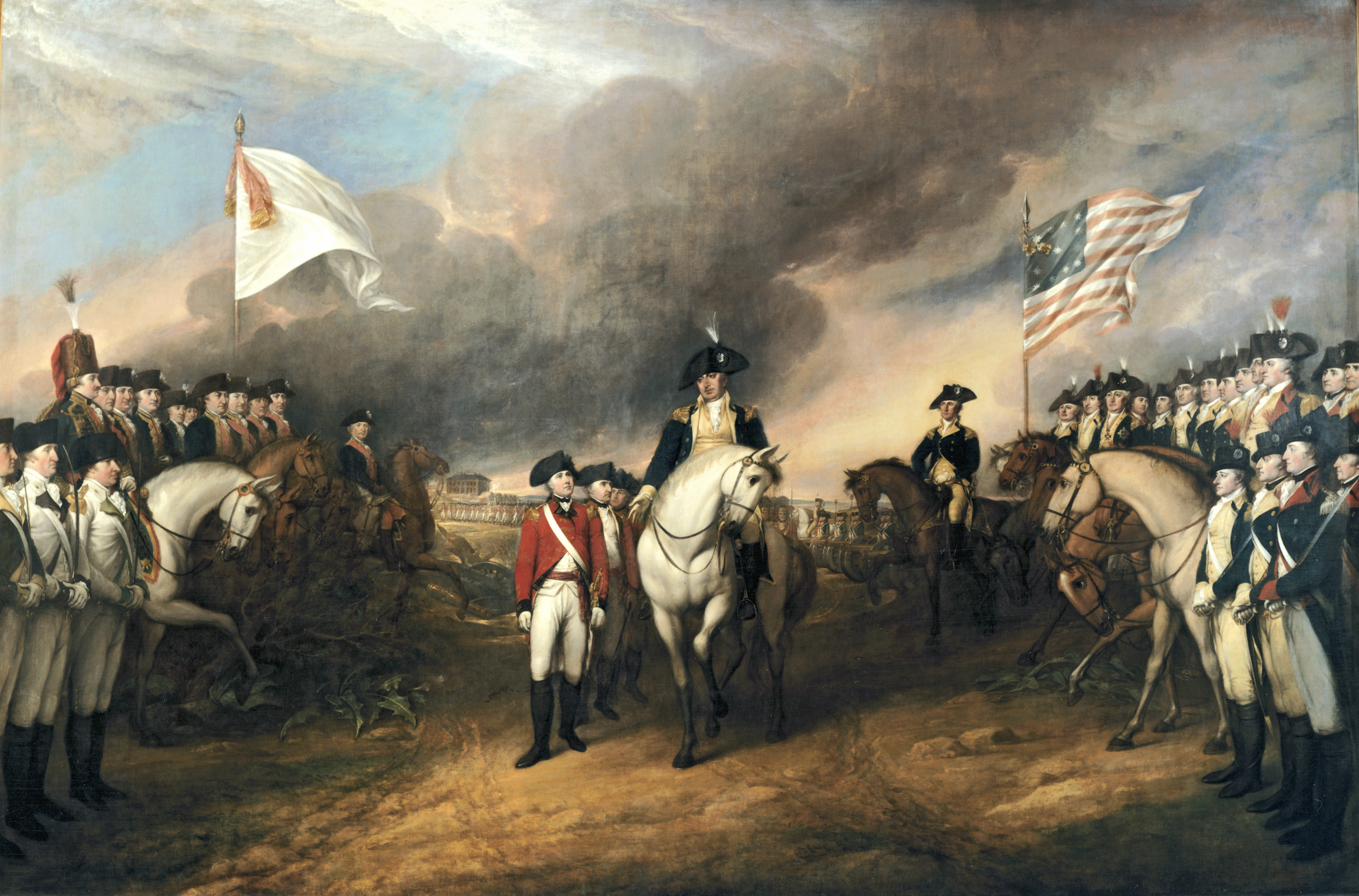
요크타운에서콘월리스의 항복 존 트럼블, 콘월리스의 항복을 묘사한 것으로 로샹보의 프랑스 군대(좌측)와 워싱턴의 미국 군대(오른쪽)가 양쪽에 위치해 있다. 오일 캔버스화, 1820년.

1780년 로샹보는 코드네임 Expédition Particulière의 계획에 따라 지상군 사령관에 임명되었다. 그는 중장으로 승진해 7,000명의 프랑스 병사들과 더불어 미국으로 건너가 미국 독립 전쟁에서 영국군과 교전중인 조지 워싱턴 장군이 지휘하는 대륙군(Continental Army)과 합류하는 것을 목표로 했다. 젊은 악슬 폰 페르센 백작(Count Axel von Fersen the Younger)은 로샹보의 참모진 이자 통역을 맡아 근무했다. 이 작은 규모의 군대로 원정에 나서는 것을 그는 마지못해 했다.

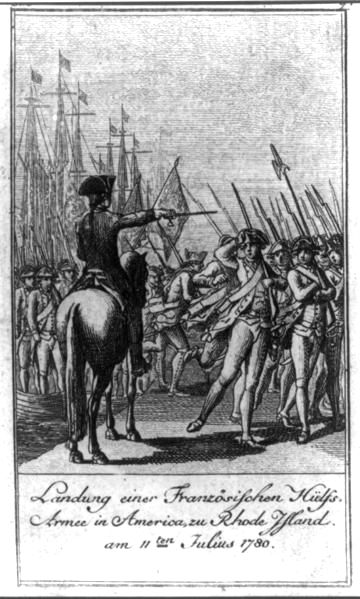
1780년 7월 11일 지휘관 로샹보 백작 휘하의 프랑스 지원군이 로드아일랜드 뉴포트에 상륙했다.

로샹보는 7월 10일 로드아일랜드의 뉴포트에 상륙했으나 여기서 1년간을 머물렀다. 그 이유는 내러갠섯 만(Narragansett Bay)에서 영국 해군에게 봉쇄당한 프랑스 함대를 버리고 갈 수 없었기 때문이었다. 브라운 대학은 이전 칼리지 오브 로드아일랜드(College of Rhode Island)와 프로비던스 플렌테이션(Providence Plantations)란 이름으로 설립되었는데, 지금의 유니버시티 홀(University Hill)로 알려진 건물은 로샹보 군대가 주둔지와 육군 병원으로 변환해 사용했었다. 마지막으로 1781년 7월 로샹보의 부대는 로드아일랜드를 떠나 코네티컷을 횡단해 허드슨강 연안에 있던 뉴욕의 답스 페리(Dobbs Ferry)에서 워싱턴과 합류했다. 여기서 미-프랑스 연합군은 축하 행진을 벌이며 체서피크 전투( Battle of the Chesapeake)와 요크타운 공방전(siege of Yorktown)을 치렀다. 9월 22일 라파예트 후작이 이끄는 부대도 합류해 10월 9일 영국군 지휘관 콘월리스 경(Lord Cornwallis)을 항복시켰다. 로샹보의 공헌을 인정한 연합 회의(Congress of the Confederation)는 로샹보와 그의 부대에 감사의 뜻으로 영국군에게 포획한 대포 2문을 선물했다. 로샹보는 대포를 방돔으로 갖고 돌아갔으나 1792년 정부에 몰수당했다.
로샹보는 신시네티 협회(The Society of the Cincinnati)의 초기 회원이 되었다.

## 프랑스 귀환
로샹보가 프랑스로 개선한 뒤 프랑스 국왕 루이 16세에게 찬사를 받고 프랑스 북부에 있는 프랑스의 역사적 지방인 피카르디의 지사에 지명되었다.
프랑스 혁명기 때 1792년 루이 16세 치하 앙시앵 레짐의 최후 시기 동안 로샹보는 북부군(Armée du Nord)의 지휘를 맡았으나 사임했다. 1804년 나폴레옹 보나파르트에 의해 제1차 프랑스 제국이 성립되었을 때 1791년 12월 28일 프랑스 원수로 임명되었으나 1792년 몇가지 불운에 의해 다시 사임하였다. 로샹보는 프랑스 혁명 이후에 발생된 격렬한 공포 정치 기간 동안 투옥되었으나 다행히 기요틴은 간신히 피할 수 있었다. 로샹보는 나폴레옹 1세에게 연금을 받았고, 프랑스 제1제정 동안 토레라로셰트(Thoré-la-Rochette)에서 사망했다.

## 유산

### 명예

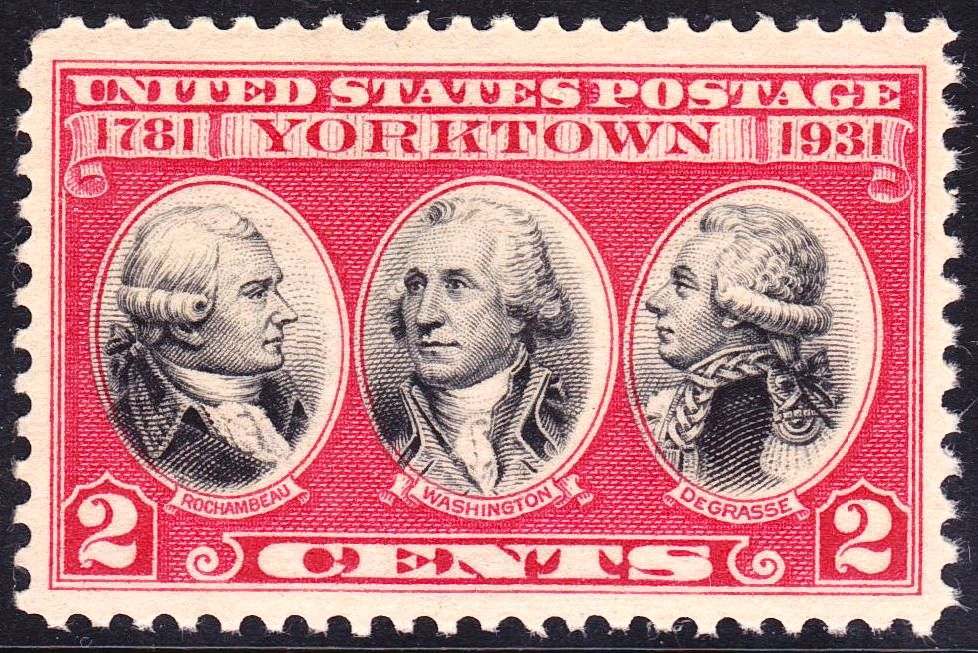
1781년 요크타운 승리 150주년 기념일을 기리기 위해 로샹보, 조지 워싱턴, 드 그라스를 그려넣어 1931년 발행한 US 우표.

1902년 5월 24일 워싱턴 D.C 의 라파예트 광장에서 당시 미합중국 대통령 시어도어 루스벨트에 의해 페르디낭 하마르(Ferdinand Hamar)의 로샹보 동상이 제막되었다. 이것은 프랑스가 미국에 선물한 것이다. 제막식은 두 나라의 우호관계를 성대하게 널리 알려질 기회가 되었다. 프랑스는 축하 사절로 주르 기본(Jules Cambon), 프루니에 제독(Admiral Fournier), 앙리 부세르(Henri Brugère) 장군 및 전함 고로아(Gaulois)에서 파견된 수병과 해병대가 참석했다. 로샹보와 라파예트의 자손들도 참석했다. 로샹보를 기념하는 제전(Fête)이 파리에서도 동시에 개최되었다.
1934년 미국인 A. 킹즐리 매콤버(A. Kingsley Macomber)가 로드아일랜드 뉴포트 도시에 로샹보 장군의 동상을 기증했다. 조각은 파리에 있는 동상을 복제했다. 이것은 이곳 뉴포트에서 로샹보 장군의 군대가 출발해 워싱턴 장군과 합류 후 요크타운 공방전을 벌였기 때문이다.
프랑스 해군은 그의 이름을 철갑 프리깃함에 명명했다. 로샹보
제2차 세계대전 중 미국 해군에서 활약한 수송함인 USS 로샹보도 그의 이름에서 명명되었다.
2009년 5월 30일 월요일 미국 대통령 버락 오바마는 Omnibus Public Land Management Act 의 법에 서명하는데, 규정 중 하나에 워싱턴-로샹보 혁명의 루트(Washington-Rochambeau Revolutionary Route)는 국가 사적길(National Historic Trail)로 명시되어 있다.

### 회고록
로샹보의 회고록 로샹보의 군사, 경력, 정치의 회고록(Mémoires militaires, historiques et politiques, de Rochambeau)이 1809년 장 샤를 주리앙 르스 드 랑시바르(Jean-Charles-Julien Luce de Lancival)에 의해 출판되었다. 1838년 M.W.E 라이트(Wright)에 의해 영어로 번역되어 원수로써 백작 R.의 회고록, 미합중국의 독립전쟁에 관해서(Memoirs of the Marshal Count de R. relative to the War of Independence in the United States)란 제목으로 출판되었다.
미국 전역 중에 로샹보가 교환한 편지는 H. 드니오르(H. Doniol's)에 의해 미합중국의 독립에서 프랑스 참가의 역사(Histoire de la participation de la France en l'établissement des Etats Unis d'Amérique) 혹은 (History of French Participation in the Establishment of the United States)란 제목으로 1892년 파리에서 출판되었다.

## 잡록

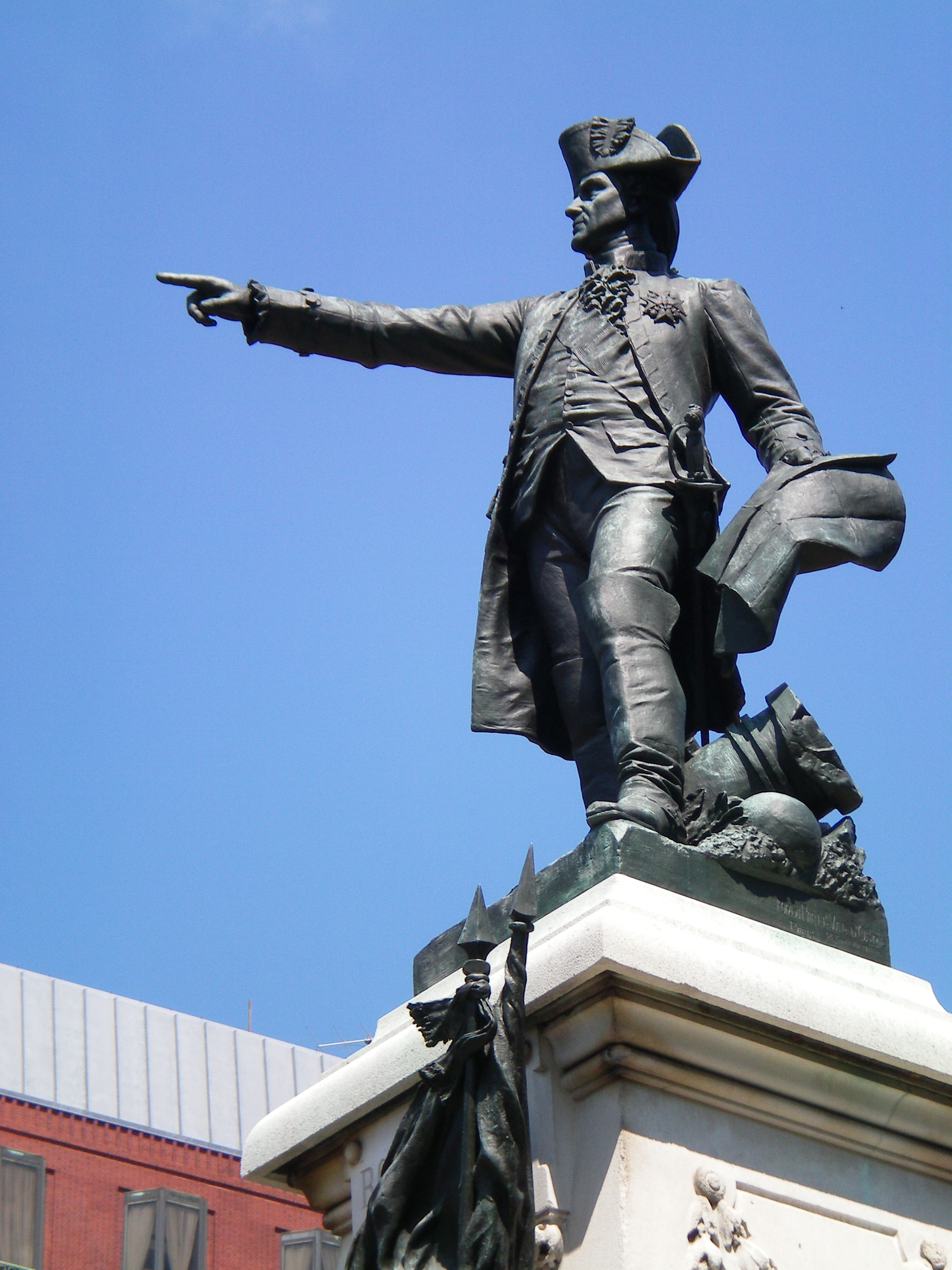
워싱턴 D.C 라파예트 공원에 있는 로샹보 백작의 동상.

- 로샹보의 아들 로샹보 자작 도나티앵 마리 조제프 드 비뫼르(Donatien-Marie-Joseph de Vimeur)는 아이티 혁명에서 중요한 역할을 맡았다.
- 코네티컷주 사우스베리(Southbury)의 로샹보 중등학교(Rochambeau Middle School)는 로샹보에서 연유되어 명명되었고, 주간고속도로 84호선(Interstate 84) 및 미합중국 고속도로 6호선(U.S. Highway 6)에서 사우스베리와 뉴타운(Newtown)을 연결하는 로샹보 다리도 마찬가지로 명명되었다(미국 독립 전쟁 기간 로샹보 군이 행군한 장소이기도 하다). 코네티컷 도처에는 많은 쇼핑 센터와 작은 거리들이 로샹보의 명예를 기리기 위해 명명되었다.
- 메릴랜드주 베데스다(Bethesda)의 프랑스 국제학교도 로샹보 백작에게서 연유되어 명명되었다.
- 워싱턴 D.C, 포토맥 강에 건설된 다리도 로샹보에 연유되어 로샹보 다리(bridge)라고 명명되었다.
- 요크타운 전장 유적지에 얼마 떨어지지 않은 거리에 있는 버지니아주 윌리엄스버그(Williamsburg)에는 로샹보 드라이브(Rochambeau Drive)가 있다.
- 로드아일랜드주 프로비던스에는 그의 명예를 기려 로샹보 에베뉴(Rochambeau Avenue)가 있고, 매사추세츠주 뉴 베드퍼드(New Bedford)와 뉴욕 탑스 페리에는 로샹보 스트리트(Rochambeau Street)가 있다.
- 뉴욕 브롱크스에도 그의 명예를 기념해 로샹보 에베뉴가 있다.
- 버지니아 스프링필드에 로샹보 플레이스(Rochambeau Place)가 있다.
- 로샹보 동상은 로드아일랜드 뉴포트와 워싱턴 D.C 펜실베이니아 에베뉴를 가로질러 라파예트 공원에 있는 화이트 하우스에 설치되는 것을 미국국립공원관리공단(United States Park Service)이 허용하였다. 페르디낭 하마르가 조각하고, Pal d'Osne 가 프랑스에서 주조해 1904년 5월 24일 헌정하였다. 동상은 뉴욕 탑스 페리에서 로샹보가 조지 워싱턴을 만난 것을 기념해 만든 것이다.
- 캘리포니아 샌프란시스코 리치먼드 지역에는 로샹보 운동장(Rochambeau Playground)이 있다.[3]
- 뉴욕 베드포드 코너에 로샹보 농장(Rochambeau Farm)이라는 역사적 가드 힐(Guard Hill)이 있다.

## 참고 문헌
- 본 문서에는 현재 퍼블릭 도메인에 속한 브리태니커 백과사전 제11판의 내용을 기초로 작성된 내용이 포함되어 있습니다. In turn, it cites as references:
  - Arthur Du Chêne, "Autour de Rochambeau" in Revue des facultés catholiques de l'ouest (1898–1900)
  - E. Gachot, "Rochambeau" in Nouvelle Revue (1902)
  - H. de Ganniers, "La Dernière Campagne du maréchal de Rochambeau" in Revue des questions historiques (1901)